# Championnats du monde d'escrime 1961
Navigation
Édition précédente Édition suivante
Les championnats du monde d'escrime 1961 se déroulent à Turin.

## Médaillés
| Épreuves           | Or | Argent | Bronze |
| ------------------ | --- | --- | --- |
| Épée               | | | |
| Hommes individuel  | Jacques Guittet | Hans Lagerwall | Tamás Gábor |
| Hommes par équipes | Union soviétique- Arnold Chernushevich - Valentin Chernikov - Bruno Habārovs - Guram Kostava - Dmitriy Lyulin                                      | France- Philippe Schraag - Yves Dreyfus - Jacques Guittet - Armand Mouyal - Gérard Lefranc - Claude Bourquard           | Suède- Göran Abrahamsson - Ivar Genesjö - Hans Lagerwall - Orvar Lindwall - Berndt-Otto Rehbinder - Axel Wahlberg |
| Fleuret            | | | |
| Hommes individuel  | Ryszard Parulski | Jenő Kamuti | Mark Midler |
| Hommes par équipes | Union soviétique- Mark Midler - Yuriy Rudov - Aleksandr Sevelyov - Yuriy Sisikin - German Sveshnikov - Viktor Zhdanovich                           | Hongrie- Ferenc Czvikovszky - Jenő Kamuti - László Kamuti - Kazmer Pacsery - Sándor Szabó - József Gyuricza             | Pologne- Ryszard Parulski - Egon Franke - Witold Woyda - Zbigniew Skrudlik - Janusz Różycki - Henryk Nielaba      |
| Femmes individuel  | Heidi Schmid | Aleksandra Zabelina | Valentina Rastvorova                                                                                              |
| Femmes par équipes | Union soviétique- Galina Gorokhova - Diana Nikantchikova - Tatiana Lioubetskaya - Valentina Prudskova - Valentina Rastvorova - Aleksandra Zabelina | Hongrie- Katalin Juhász-Nagy - Ildikó Rejtő - Magdolna Nyári-Kovács - Lídia Dömölky-Sákovics - Judit Ágoston-Mendelényi | Roumanie- Ana Pascu - Olga Orbán-Szabó - Ecaterina Orb-Lazăr - Maria Vicol - Geta Sachelarie                      |
| Sabre              | | | |
| Hommes individuel  | Yakov Rylskiy | Emil Ochyra | Wojciech Zabłocki                                                                                                 |
| Hommes par équipes | Pologne- Jerzy Pawłowski - Wojciech Zabłocki - Emil Ochyra - Ryszard Zub - Franciszek Sobczak - Jerzy Wandzioch                                    | Union soviétique- Umyar Mavlikhanov - Nougzar Assatiani - Yevgeniy Cherepovski - Yakov Rylskiy - Valeriy Tchitnyi       | Hongrie- Tamás Mendelényi - Péter Bakonyi - Gábor Delneky - Zoltán Horváth - Rudolf Kárpáti - Miklós Meszéna      |

## Tableau des médailles
| Rang | Nation               | Or | Argent | Bronze | Total |
| ---- | -------------------- | -- | ------ | ------ | ----- |
| 1    | Union soviétique     | 4  | 2      | 2      | 8     |
| 2    | Pologne              | 2  | 1      | 2      | 5     |
| 3    | France               | 1  | 1      | 0      | 2     |
| 4    | Allemagne de l'Ouest | 1  | 0      | 0      | 1     |
| 5    | Hongrie              | 0  | 3      | 2      | 5     |
| 6    | Suède                | 0  | 1      | 1      | 2     |
| 7    | Roumanie             | 0  | 0      | 1      | 1     |